# 多倫峰

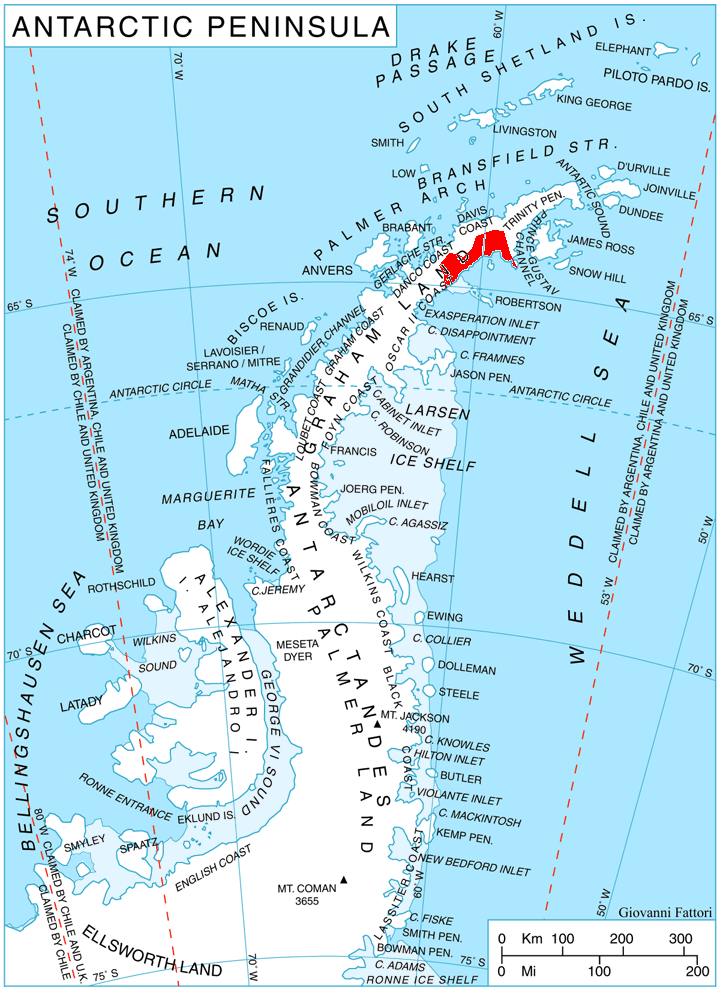

多倫峰（英語：Dolen Peak）是南極洲的山峰，位於葛拉漢地，處於拉基峰西南面14.3公里和科萊特拉克峰東北面6.1公里，海拔高度800米，以保加利亞西南部鄉鎮命名。

## 外部連結
- Dolen Peak.（页面存档备份，存于） SCAR Composite Antarctic Gazetteer.

64°19′11″S 59°38′31″W / 64.31972°S 59.64194°W